# Butterfish
『butterfish』（バターフィッシュ）は、中谷美紀の1作目のライブ映像集。

## 解説
1997年5月21日にVHS版、2000年10月18日にDVD版が発売された。本作は、1997年2月26日・27日に渋谷CLUB QUATTROにて行われたライブ・ステージの映像を中心に収録している。

## 収録曲
1. sorrio escuro
2. STRANGE PARADISE
3. 汚れた脚 The Silence of Innocence
4. my best of love
5. WHERE THE RIVER FLOWS
6. 逢いびきの森で
7. 愛してる、愛してない
8. MIND CIRCUS
9. 砂の果実